# Связноплодник вонючий
Связноплодник вонючий или симплокарпус зловонный (лат. Symplocarpus foetidus) — низкорослое травянистое растение со зловонными цветками, вид семейства Ароидные (Araceae). Растение произрастает на водно-болотных угодьях и влажных склонах холмов восточной части Северной Америки, но встречается в Японии, Кореи и на Дальнем востоке России. Растение цветёт ранней весной, часто среди снега, до появления листьев. Соцветие термогенно, может плавить снег и лёд. Повышение температуры также привлекает насекомых-опылителей ранней весной и усиливает распространение характерного запаха цветков. Листья появляются до завершения цветения, что отличает его от другого вида — связноплодника почколистного, у которого листья появляются только после цветения.
Помятые листья источают запах, напоминающий запах скунсов, поэтому растение в англоговорящих странах известно под обиходным названием skunk cabbage в переводе с англ. — «скунсовая капуста».

## Этимология
Symplocarpus объединяет греческие слова symploce, что означает «связь», и carpos, что означает «плод», что указывает на то, что растение имеет сложный плод.
Карл Линней дал растению видовой эпитет foetidus, что в переводе с латыни означает «дурно пахнущий». Растение издает сильный запах, который многим отталкивает, но иногда его описывают как запах «свежей капусты с лёгким оттенком горчицы». Интенсивность запаха со временем усиливается по мере созревания растения, вероятно, из-за повышенной зрелости тычинок. 

## Описание

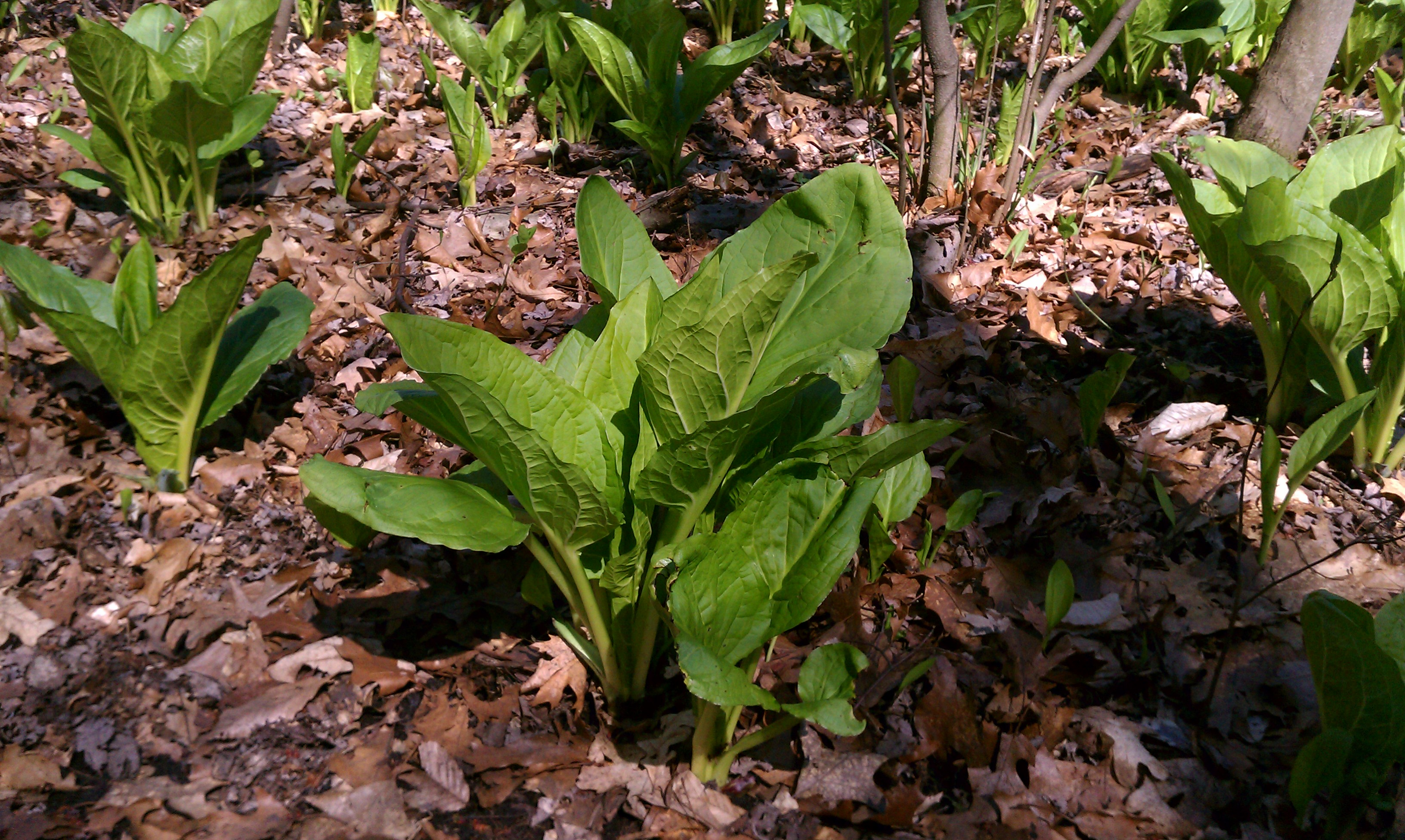
Листья

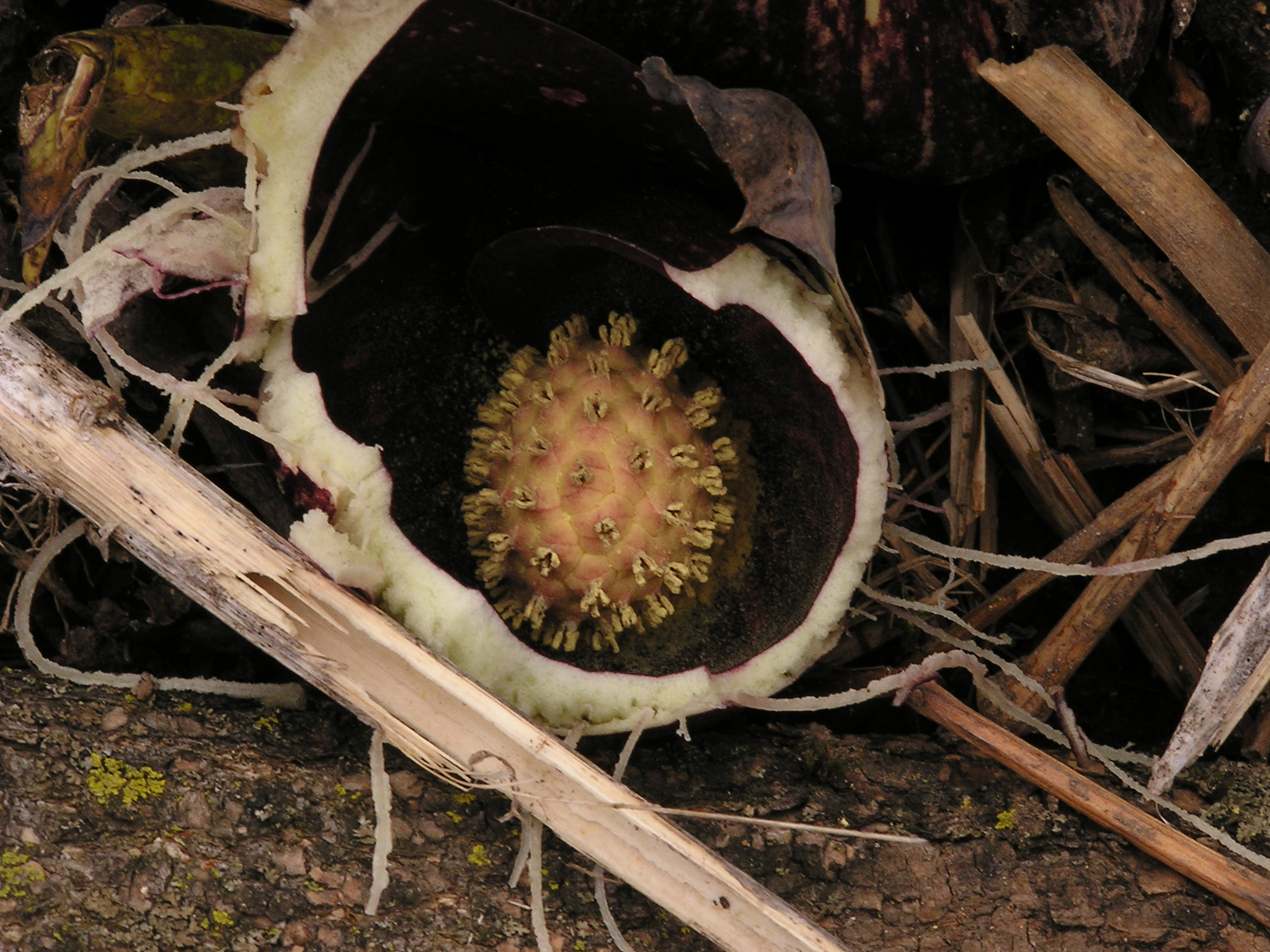
Початок с цветками

Многолетнее травянистое растение, растущее из толстого корневища, обычно длиной до 30 см. Цветёт ранней весной, до распускания листьев, из грязи или снега видны только его цветки.
Листья крупные, длиной 40–55 см и шириной 30–40 см, ярко-зелёные, сердцевидной формы, на черешках до 50 см. Листва состоит из двух беловатых листочков-обверток, имеющих параллельные жилки, характерные для однодольных растений. Настоящие листья скручены внутри тугой спиральной сердцевины. Когда кончики пронзают покровные листья, похожие на влагалища, они обычно приобретают пурпурный оттенок, как и покрывало растения. Кончики первых и даже вторых листьев могут иметь такой оттенок снаружи. Эти внутренние, или настоящие, листья, по-видимому, отличаются от однодольных растений и больше похожи на сетчатое жилкование двудольных растений. Разворачивание первых трёх листьев демонстрирует постепенный сдвиг в сторону сетчатого жилкования более поздних листьев. Жилкование во всех случаях пальчато-сетчатое. Под микроскопом листья имеют довольно большие воздушные пространства и рыхлую клеточную структуру. В огромных пучках листьев присутствует несколько рафид. Существует ряд других форм кристаллов, некоторые из которых имеют кубовидную или даже сферическую форму. 
Покрывало в форме клюва, капюшона или раковины, высотой 10–15 см (по другим данным до 30 см), может быть различного цвета, содержит початок длиной 5–10 см, по длине которого расположены цветы. Цвет покрывала вишнёво-винный, но более старые покрывала приобретают более тёмную окраску с фиолетовыми пятнами, а более молодые — имеют желтовато-зелёный цвет. Благодаря термогенным свойствам покрывало может расплавить окружающий лёд. Их пятнистость очень точно имитирует мерцающие огни и оттенки, которые часто можно увидеть в подлеске, когда солнце проходит сквозь листья деревьев наверху. На лесной подстилке это обычно затрудняет наблюдение за ними. 
Цветки имеют как мужские, так и женские репродуктивные органы, что делает их андромоноэцичными. Дихогамия, или разделение проявления пола на два временных периода, является общей чертой цветковых растений и позволяет избежать самоопыления. Поскольку цветки протогиничны, пестики, которые являются женскими репродуктивными компонентами, достигают половой зрелости раньше, чем мужские части (тычинки). Цветки на початке расположены не слишком густо. Покрывала являются наиболее заметной частью растения. Соцветие различается по размеру и количеству содержащихся в нем цветков. В основном из-за эффекта скученности цветки имеют не три (или несколько) частей цветка, как следовало бы ожидать от однодольных растений, а четыре части околоцветника. Они имеют почти кубическую форму и накладываются друг на друга, образуя коробчатую композицию. Компонентам околоцветника противостоят тычинки. Пыльники двухклеточные, раскрывающиеся и довольно подвижные. Общая структурная форма пестика характерна: столбик кубовидный, завязь одноклеточная, а рыльце трехлопастное. 
Symplocarpus foetidus размножается твердыми семенами размером с горошину, которые после полного созревания падают на слизистый субстрат после развития внутри початка. Затем семена могут распространяться птицами, мелкими животными и наводнениями. 

## Таксономия

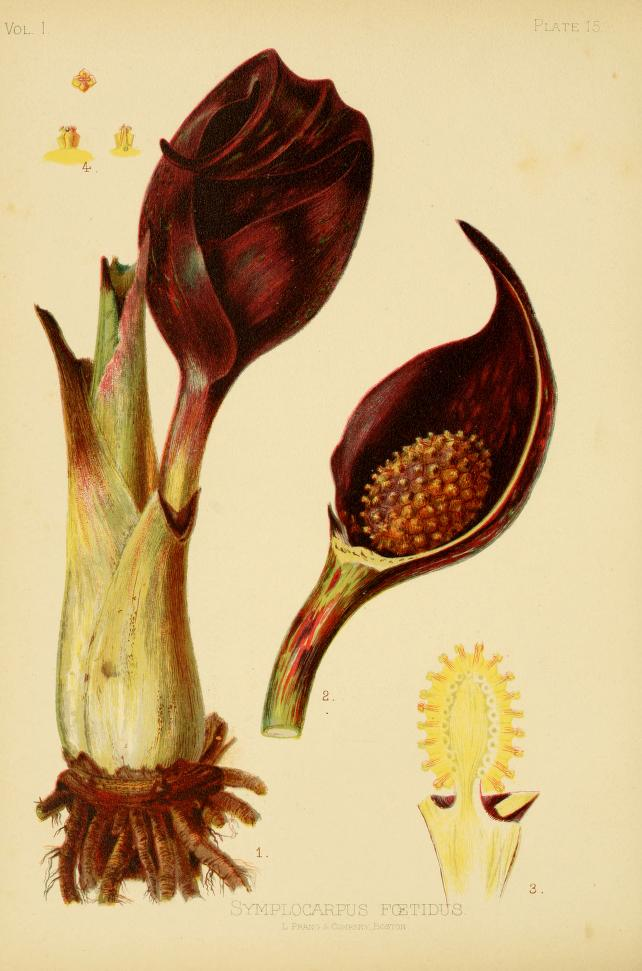

Symplocarpus foetidus был впервые описан как Dracontium foetidum шведским ботаником Карлом Линнеем в «Species Plantarum» в 1753 году. Британский ботаник Ричард Энтони Солсбери отнёс Dracontium foetidum L. к роду Symplocarpus в 1812 году. Однако название Symplocarpus foetidus (L.) Salisb. было неверно описано Солсбери. Пять лет спустя американский ботаник Уильям П. К. Бартон дал достоверное описание Symplocarpus foetidus (L.) Salisb. ex W.P.C.Barton. 
Вид является типовым для рода Связноплодник (Symplocarpus). 

## Распространение и среда обитания

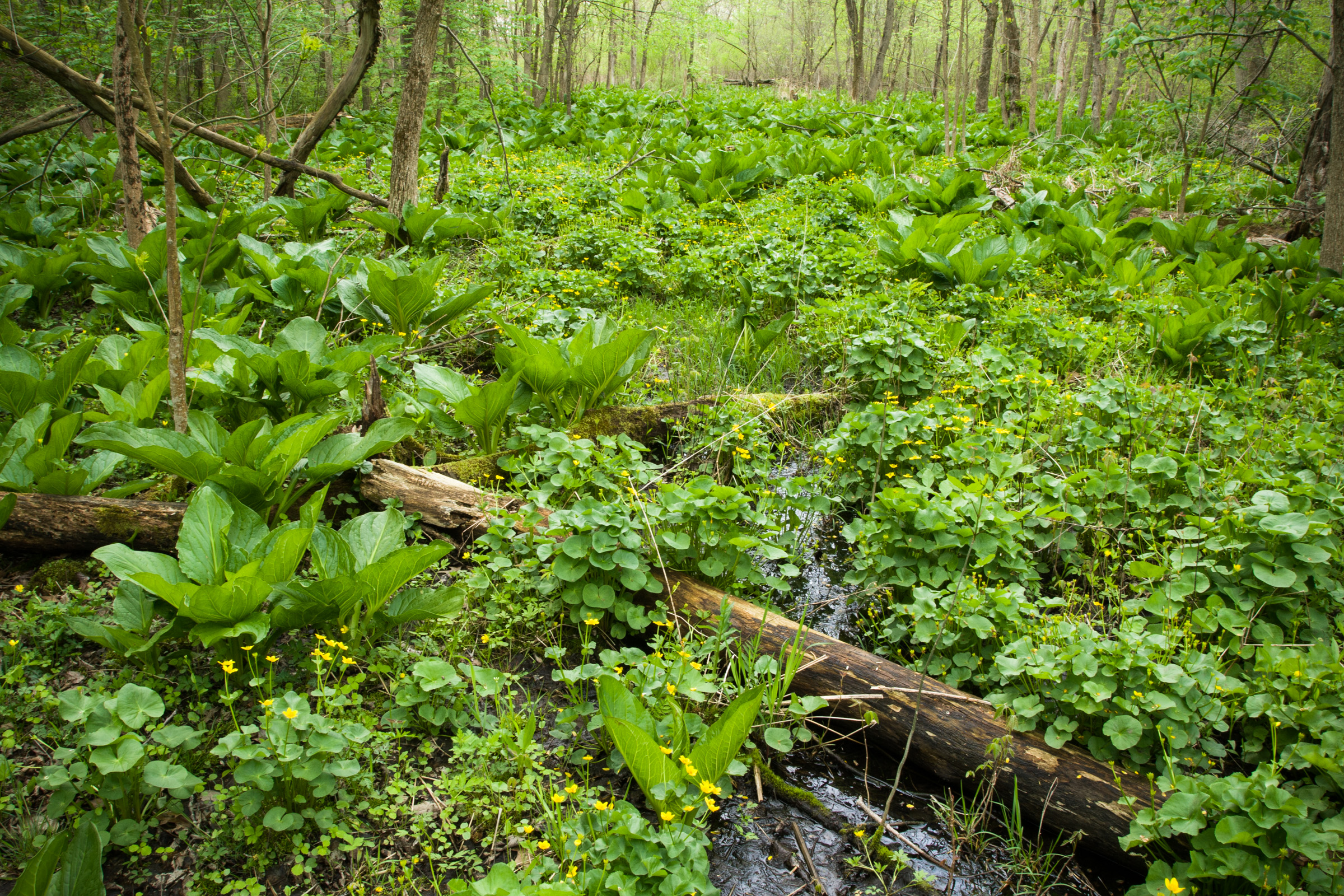
Болото с листвой Symplocarpus foetidus и цветущей калужница болотная|калужницей болотной (Caltha palustris) в заповеднике Мидл-Форк в округе Вермиллион, Иллинойс

Аборигенный регион произрастания — восточная часть Северной Америки. Географический ареал охватывает восточную Канаду, северо-восток США, а также штаты Теннесси и Северная Каролина на юго-востоке и Миннесоту на западе. В Канаде ареал распространения растения простирается от западной части Новой Шотландии до юго-восточной Манитобы. В Теннесси он охраняется как исчезающий вид.  
Как и другие представители семейства ароидных, вид лучше всего растёт в районах с большим количеством влаги. Его места обитания включает переувлажнённые места, включая болота, влажные леса и берега ручьев. 

## Экология

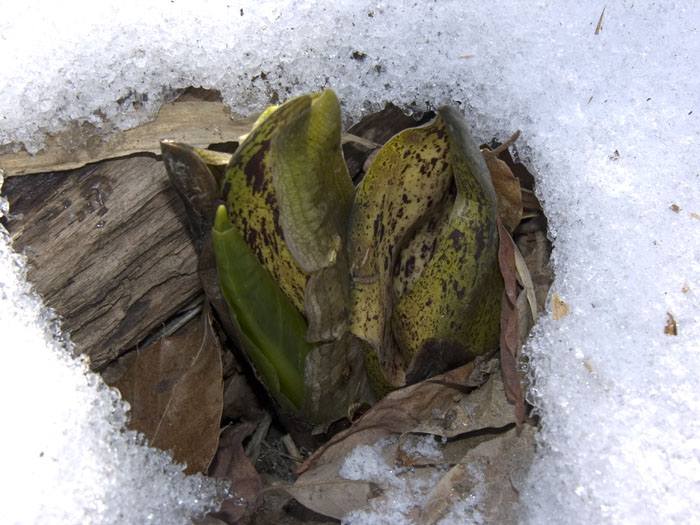
Связноплодник вонючий протапливает дыру в снегу

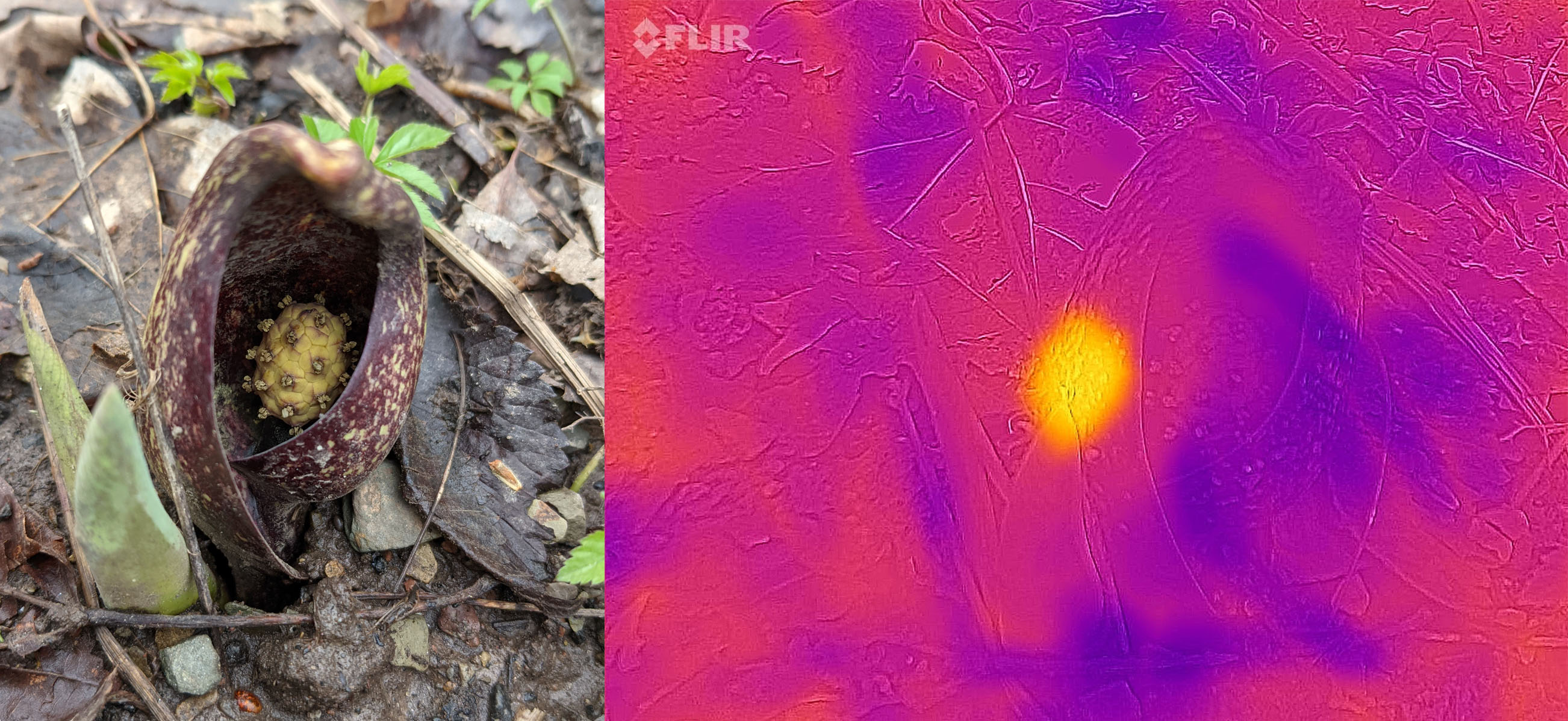
Тепловизионное изображение молодого соцветия, показывающее тепло, выделяемое в початке посредством термогенеза

Вид относится немногочисленной группе термогенных растений, поскольку способен повышать температуру на 15–35 °C по сравнению с температурой окружающего воздуха посредством цианид-устойчивого клеточного дыхания (через альтернативную оксидазу), чтобы протопить себе путь через мёрзлую землю. Одним из механизмов поддержания тепла вокруг растения является термогенное колебание початка: независимо от света, точный терморегулятор создается колебательной температурно-чувствительной моделью в початке при динамическом изменении внешней температуры. В початке поддерживается равновесие между выработкой и потерей тепла за счёт теплового излучения, испарения, теплопроводности и конвекции. Кроме того, поток воздуха вокруг початка эффективно сохраняет тепло, вырабатываемое початком. 
Связноплодник вонючий цветет, когда на земле лежит снег и лёд, однако ранние насекомые, которые также появляются в это время, эффективно его опыляют. Согласно некоторым исследованиям, тепло, выделяемое растением, может способствовать распространению его запаха в атмосфере, а также позволяет растению процветать в холодных условиях.
Растения связноплодника вонючего выделяют цветочные запахи, похожие на запах скунса, которые содержат диметилдисульфид, алифатические углеводороды, карбоновые кислоты и эфиры, тогда как только женские растения производят ароматические углеводороды и индольные химические вещества. Тот факт, что покрывало теплее окружающего воздуха, может побудить насекомых, питающихся падалью, проникать в него более одного раза, способствуя опылению. 
Calliphora vomitoria и другие мясные мухи являются обычными опылителями связноплодника вонючего. Любопытно, что у входа в покрывало часто можно было заметить паутину. Запах цветка, напоминающий запах падали, привлекает мух, которые запутываются в паутине и становятся пищей для пауков. 

## Использование

### Декоративное растение
Вид выращивается как декоративное садовое растение. Несмотря на экзотический вид, растение зимостойко для климата России. Для успешного культивирование требуется сильно увлажненный, полутенистый участок. Растение долговечное и может много лет расти на одном месте без особого вмешательства со стороны садовода. 

### Лекарственное растение
Многочисленные культуры коренных американцев использовали связноплодник вонючий в качестве лекарственного растения, специи и мистического талисмана. Растение в основном использовалось из-за его спазмолитических и отхаркивающих свойств, которые до сих пор используются в современной фитотерапии. В частности, племена виннебаго и дакота использовали его для стимуляции отхождения мокроты у больных астмой. В разных культурах его также использовали как талисман и приправу. С 1820 по 1882 год его использовали в качестве лекарственного средства «драконтиум» в фармацевтических товарах для лечения респираторных заболеваний, неврологических расстройств, ревматизма и водянки. Внутреннее применение корневища растения можно использовать для лечения различных респираторных и нервных заболеваний, включая сенную лихорадку, астму, коклюш, катар и бронхит. 

## Токсичность

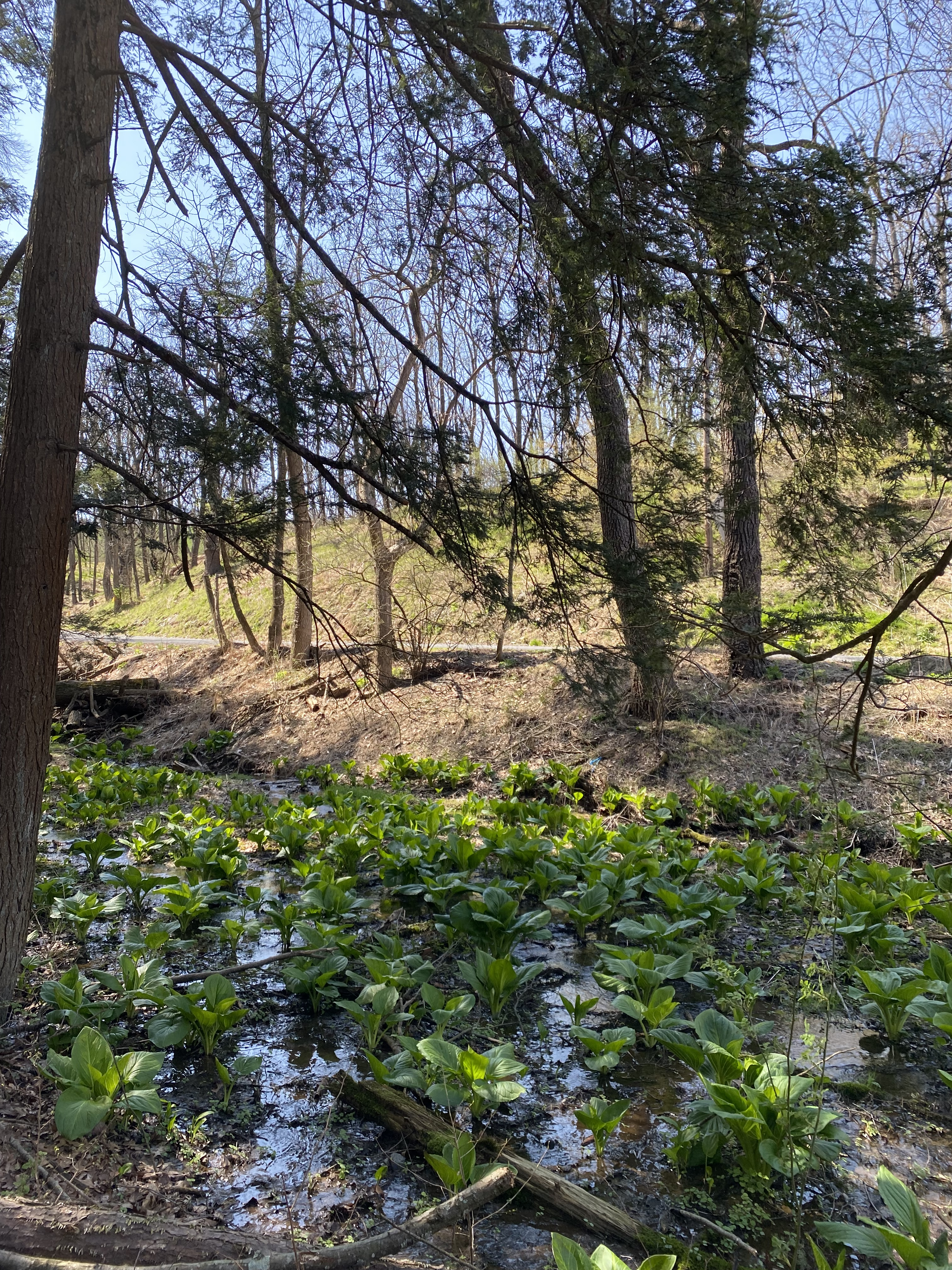
Растения, растущие в русле ручья в природном заповеднике Трекслер в Пенсильвании

Поскольку его корни обладают спазмолитическим, потогонным, мочегонным, рвотным, отхаркивающим и слегка наркотическим действием, не рекомендуется употреблять сырое растение напрямую. В то время как большое количество корня может вызвать тошноту и рвоту, головные боли и головокружение, прикосновение к свежим листьям может привести к ожогам кожи. Другие симптомы отравления включают отёк губы, горла и языка. Это связано с кристаллами оксалата кальция, которые умеренно вредны для человека. Токсичность можно устранить, соблюдая меры предосторожности, например, часто меняя воду при кипячении листьев или тщательно высушивая растение.

## Внешние ссылки
- Шумовская Татьяна. Симплокарпус — король экзотов для водоема. Ботаничка. ИП Шиняев Борис Евгеньевич (22 августа 2017). Дата обращения: 24 апреля 2025.
- Larry Stritch. Plant of the Week: Eastern Skunk Cabbage (Symplocarpus foetidus (L.) Salisb. Ex W.P.C. Barton (англ.). Wildflowers / United States Department of Agriculture. US Forest Service, USDA (2022). Дата обращения: 25 апреля 2025. Архивировано 5 февраля 2025 года.
- Craig Holdrege, Ph.D. Skunk Cabbage (англ.). The Nature Institute (2000). Дата обращения: 25 апреля 2025.
- Skunk Cabbage (Symplocarpus foetidus) (англ.). Connecticut Wildflowers. Connecticut Botanical Society (2001). Дата обращения: 25 апреля 2025. Архивировано из оригинала 5 июля 2014 года.
- Skunk Cabbage (Symplocarpus foetidus) (англ.). Ontario Wildflowers. Walter Muma (2014). Дата обращения: 25 апреля 2025.
- Skunk Cabbage (Symplocarpus foetidus) (англ.). Illinois Wildflowers. Dr. John Hilty (2019). Дата обращения: 25 апреля 2025.
- Skunk Cabbage (Symplocarpus foetidus) (англ.). Minnesota Wildflowers. Дата обращения: 25 апреля 2025.
- Eastern Skunk Cabbage. Herbs, Plants, and Healing Properties (англ.). Legends of America. Kathy Weiser-Alexander (2017). Дата обращения: 25 апреля 2025.
- Центр диких цветов имени Леди Берд Джонсон: Symplocarpus foetidus
- Растения будущего: Symplocarpus foetidus